# Josef Šinovský
Josef Šinovský (14. července 1902 Šenov – 12. února 1973 Ostrava), vlastním jménem Josef Bilan, byl ostravský spisovatel.

## Život
Dostalo se mu pouze základního vzdělání (pět tříd obecné školy), později se vzdělával sám. Prošel mnoha profesemi. Pracoval mimo jiné jako dělník ve Vítkovických železárnách, na hamrech a na dole Prorok v Petřvaldě. V době krize (1933–1937) byl bez zaměstnání. Začínal jako dopisovatel novin a časopisů. Angažoval se v komunistickém hnutí. Pracoval také jako předseda Slezské národní rady, byl zakladatelem Muzea dělnického hnutí v Ostravě. Za okupace převáděl čes. komunisty do Polska. Byl účastníkem ilegálního hnutí Slezský odboj. V roce 1945 byl jmenován zmocněncem Ministerstva vnitra pro projednání žádostí o navrácení čs. občanství těšínským obyvatelům. V letech 1949–1950 vedl ostravské nakladatelství Úder. V roce 1968 vystoupil veřejně proti okupaci. Byl vyloučen z KSČ a od té doby mu nebyly vydávány knihy.
Josef Šinovský psal romány a povídky z prostředí obyčejných lidí, havířů, dělníků a zemědělců z Ostravska a Těšínska. Psal v těšínském (lašském) nářečí a to mu znemožnilo oslovit širší okruh čtenářů.

## Dílo
- Seznam děl v Souborném katalogu ČR, jejichž autorem nebo tématem je Josef Šinovský
- Černé oranisko (1940) – autorovo první dílo, zachycuje zážitky vlastního dětství z prostředí venkova a chudinských hornických kolonií na konci 19. století.
- Země vypravuje (1941) – soubor povídek psaných lašským nářečím i češtinou.
- Haldy na roli (1945) – román z hornického prostředí zachycující sociální nepokoje na Karvinsku na přelomu století. Původně napsáno v lašském nářečí, později přepracováno do češtiny vyšlo pod názvem Havířská země (1957).
- Těšínské úsměvy (1947) – básně a povídky zachycující život horníků a chudých lidí na Ostravsku.
- Bojem zvítězili (1960) – vzpomínková kniha popisující dělnické hnutí na Ostravsku.
- Cestou jistoty (1965)
- Dílo Óndry Łysohorského – promarněná mince rodného kraje (1960) – práce o Lysohorském, která nesměla vyjít. Na příkaz Zdeňka Nejedlého byl celý náklad dán do stoupy.